# Cruel Summer (chanson de Taylor Swift)
Pour les articles homonymes, voir Cruel Summer.
Singles de Taylor Swift
Karma
(2023) I Can See You
(2023)
Cruel Summer est une chanson de l'auteure-compositrice-interprète américaine Taylor Swift issue de son septième album studio Lover sorti en 2019.
Acclamée par les fans de l'artiste, la chanson fait partie de la set list de la tournée The Eras Tour. Après le début de cette tournée en mars 2023, la chanson réintègre plusieurs classements musicaux hebdomadaires, ce qui pousse le label Republic à en faire un single en l'envoyant en juin 2023 aux radios pop américaines quatre ans après sa sortie. Grâce en partie à sa popularité sur l'application TikTok, Cruel Summer devient en février 2024 la chanson la plus écoutée de Taylor Swift sur Spotify, devant Blank Space , sortie en 2014 (1,7 milliard d'écoutes), puis sa première chanson qui atteint le seuil des deux milliards d'écoutes sur cette plateforme, à la veille de la sortie de l'album The Tortured Poets Department en avril 2024. Elle franchit le seuil des 3 milliards en juillet 2025.

## Succès commercial et popularité
Cruel Summer figure en 2023 à la 7e place du top 10 mondial annuel des chansons dans le classement de la Fédération internationale de l'industrie phonographique (IFPI). 
Aux États-Unis, le titre devient no 1 en octobre 2023 et reste quatre semaines au sommet du Billboard Hot 100. D'autres de ses singles ont fait mieux mais la chanson bat quelques-uns de ses records personnels : nombre de semaines dans le top 5 (20), dans le top 10 (34), dans le top 100 (plus de 54 semaines, devant Anti-Hero classée durant 53 semaines), nombre de semaines au sommet du classement radio (« all-format radio songs chart ») (12 semaines contre six semaines pour Blank Space), à la tête du « adult pop song airplay » (23 semaines, un record pour une chanteuse), et du « pop song airplay » (10 semaines).
Au Royaume-Uni, le titre n'atteint pas la première place contrairement à d'autres pays anglophones (États-Unis, Canada, Australie) mais il reste 29 semaines dans le top 10 en 2023-2024 : seules six autres chansons ont fait mieux. Il est en mars 2024 son 6e plus gros succès en termes d'équivalents-ventes dans ce pays avec près d'1,5 million d'unités. En Australie, la chanson devient son 11e single numéro un en février 2024, lorsque la chanteuse est en tournée dans ce pays. 
En France, le titre, certifié disque d'or en 2023, est certifié disque de platine en avril 2024 pour 30 millions d'écoutes, puis disque de diamant en novembre de la même année, pour 50 millions d'écoutes.
Début juillet 2025, Apple Music révèle les 500 titres les plus écoutés depuis le lancement dix ans plus tôt de cette plateforme : Cruel Summer est la chanson de Taylor Swift la plus écoutée, à la 57e place. Ce titre atteint la barre des 3 milliards d'écoutes sur Spotify à la fin du mois de juillet 2025 et entre dans le top 30 des titres les plus écoutés depuis la naissance de cette plateforme.

## Classements annuels et hebdomadaires
| Classement (2023-2024)                 | Meilleure position |
| -------------------------------------- | ------------------ |
| Allemagne (GfK Entertainment)          | 15                 |
| Australie (ARIA)                       | 1                  |
| Autriche (Ö3 Austria Top 40)           | 16                 |
| Belgique (Flandre Ultratop 50 Singles) | 46                 |
| Canada (Hot 100)                       | 1                  |
| Canada (CHR/Top 40)                    | 1                  |
| Canada (Digital Songs)                 | 1                  |
| Canada (Hot AC)                        | 1                  |
| Danemark (Tracklisten)                 | 31                 |
| Espagne (PROMUSICAE)                   | 63                 |
| États-Unis (Hot 100)                   | 1                  |
| États-Unis (Adult Pop Songs)           | 1                  |
| États-Unis (Digital Songs)             | 1                  |
| États-Unis (Pop Airplay)               | 1                  |
| États-Unis (Radio Songs)               | 1                  |
| États-Unis (Streaming Songs)           | 1                  |
| France (SNEP)                          | 52                 |
| Global 200 (Billboard)                 | 1                  |
| Global Excl. US (Billboard)            | 3                  |
| Grèce (IFPI Greece)                    | 12                 |
| Indonésie (Billboard)                  | 3                  |
| Irlande (Irish Singles Chart)          | 4                  |
| Italie (FIMI)                          | 85                 |
| Lituanie (AGATA)                       | 1                  |
| Malaisie (Billboard)                   | 3                  |
| Norvège (VG-lista)                     | 18                 |
| Nouvelle-Zélande (RMNZ)                | 3                  |
| Pays-Bas (Single Top 100)              | 11                 |
| Philippines (Billboard)                | 1                  |
| Portugal (AFP)                         | 17                 |
| Royaume-Uni (UK Singles Chart)         | 2                  |
| Singapour (RIAS (en))                  | 1                  |
| Slovaquie (IFPI Singles Digitál)       | 38                 |
| Suède (Sverigetopplistan)              | 13                 |
| Suisse (Schweizer Hitparade)           | 9                  |
| Tchéquie (IFPI Singles Digitál)        | 43                 |
| Vietnam (Billboard)                    | 12                 |

## Certifications
| Région                                                                                                 | Certification | Ventes/Streams                                         |
| --- | ------------- | ------------------------------------------------------ |
| Australie (ARIA)                                                                                       | 4 × Platine   | 280 000 singles vendus                                 |
| Royaume-Uni (BPI)                                                                                      | 4 × Platine   | 2 400 000 équivalents ventes                           |
| France (SNEP)                                                                                          | Diamant       | 50 millions d'écoutes (équivalent 100 000 exemplaires) |
| *Ventes selon la certification ^Mise en rayon selon la certification xNon précisé par la certification |               |                                                        |